# Neoclytus tenuiscriptus
Neoclytus tenuiscriptus är en skalbaggsart som beskrevs av Henry Clinton Fall 1907. Neoclytus tenuiscriptus ingår i släktet Neoclytus och familjen långhorningar. Inga underarter finns listade i Catalogue of Life.